# Åre revir
Åre revir var ett skogsförvaltningsområde inom Mellersta Norrlands överjägmästardistrikt och Jämtlands län som omfattade hela Laxsjö, Kalls och Åre socknar liksom vissa delar av Hotagens och Alsens socknar. Reviret, som var indelat i åtta bevakningstrakter, omfattade 266 706 hektar (1920) allmänna skogar, varav åtta kronoparker med en sammanlagd areal av 11 905 hektar.